# 鹿豹座49
鹿豹座49，又名BD+63 733，HD 62140、SAO 14322、HR 2977，是鹿豹座的一颗恒星，视星等为6.49，位于銀經153.79，銀緯30.15，其B1900.0坐标为赤經7h 37m 24.3s，赤緯+63° 30.15′ 18″。